# Пасма (деревня)
 Пасма  — деревня в Удорском районе Республики Коми в составе сельского поселения Важгорт.

## География
Расположена на левобережье реки Вашка на расстоянии менее 1 км на юго-восток от деревни Кривое.

## История
Была известна с 1707 года.

## Население
Постоянное население составляло 1 человек (коми 100 %) в 2002 году, 0 в 2010.